# 赵宗藻
赵宗藻（1931年—2024年12月27日），江苏江阴人，中國版画家。

## 生平
先后就读于苏州美术专科学校、南京大学美术系。曾任中国美术学院版画系主任、副院长，现为中国版画协会副主席。

## 作品
代表作有《四季春》、《乡干集会》、《黄山松》、水印木刻《黄山》组画等。其中《黄山松》获第七届挪威国际版画双年展银奖。作品为中国美术馆、大英博物馆、巴黎图书馆、莫斯科东方文化博物馆、悉尼美术馆等收藏。出版有《赵宗藻作品选集》。江阴市内有赵宗藻艺术馆。